# Canal de Experiencias Hidrodinámicas de El Pardo
El Canal de Experiencias Hidrodinámicas de El Pardo (CEHIPAR) es un órgano del Instituto Nacional de Técnica Aeroespacial del Ministerio de Defensa de España, centro de referencia de la investigación y desarrollo (I+D) en la construcción naval civil y militar. Su director es el Contralmirante Nicolás Monereo Alonso.

## Instalaciones
Fue creado en 1929 y es un organismo líder en España en el estudio, la experimentación y la investigación de los aspectos hidrodinámicos de la construcción naval militar, mercante, pesquera y deportiva. Los trabajos que realiza el CEHIPAR contribuyen a la optimización de las condiciones de explotación y navegabilidad de los buques así como a incrementar su seguridad. Se trabaja tanto en el ahorro energético de los buques, como en la certificación y homologación de pruebas de velocidad de las embarcaciones.
El CEHIPAR cuenta con grandes instalaciones que permiten trabajar en la investigación sobre todos los elementos clave de la navegabilidad de los buques. Así, en los talleres se realizan los modelos a escala de las embarcaciones que serán sometidas a pruebas de navegabilidad. También cuenta con un Laboratorio de Dinámica del Buque, que consiste en un canal de 150 metros de largo, 30 de ancho y 5 de profundidad con capacidad para reproducir las condiciones del mar, incluyendo la generación de todo tipo de oleaje. Aquí se somete a los modelos de embarcaciones, plataformas petrolíferas y artefactos flotantes a situaciones extremas para probar su seguridad.
Cuenta también con un segundo canal de 320 metros de largo, 12,5 metros de ancho y 6,5 metros de profundidad, en este caso de aguas tranquilas, para mejorar las condiciones generales del diseño del buque. Por último, en el túnel de cavitación se trabaja en la optimización del diseño de las hélices, reproduciendo las condiciones reales de presión a las que se ven sometidas en el mar.
Actualmente el CEHIPAR trabaja en la experimentación con plataformas eólicas marinas y con sistemas de aprovechamiento de la energía del oleaje. También participa en el desarrollo de ensayos de grandes buques, petroleros, atuneros y patrulleros de acción marítima.